# 전화 교환기

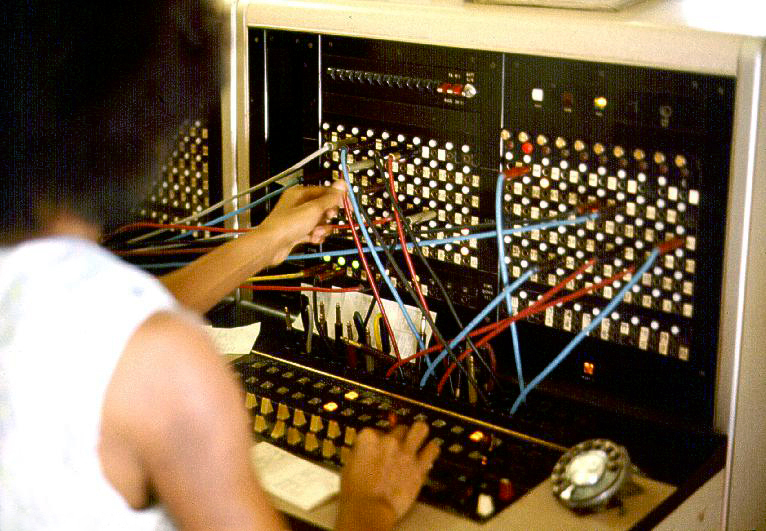
수동으로 전화 교환기판을 조작하고 있다.

전화 교환기(電話交換機, 영어: telephone exchange or telephone switch)는 전기통신에서 전화 통화를 연결하는 전자부품체계이다. 중앙국(전화국, 영어: central office, CO)은 전화 교환기를 포함한 장비가 설치된 건물이다.

## 같이 보기
- 전화
- 전화번호
- TDX- 대한민국에서 최초로 개발한 전화교환기
- 전화교환원